# Ozero Pribrezhnoe
Ozero Pribrezhnoe (englische Transkription von russisch Озеро Прибрежное Osero Pribreschnoje, deutsch ‚Küstensee‘) ist ein See im ostantarktischen Mac-Robertson-Land. Er liegt unmittelbar nordöstlich des Forbes-Gletschers in den Framnes Mountains.
Russische Wissenschaftler benannten sie.